# جوناس بيرغرين
جوناس بيرغرين (بالسويدية: Jonas Berggren)‏ هو موسيقي ومغني وكاتب أغاني ومنتج أسطوانات وملحن سويدي، ولد في 21 مارس 1967 في غوتنبرغ في السويد.

## وصلات خارجية
- جوناس بيرغرين على موقع IMDb (الإنجليزية)
- جوناس بيرغرين على موقع ميوزك برينز (الإنجليزية)
- جوناس بيرغرين على موقع أول ميوزيك (الإنجليزية)
- جوناس بيرغرين على موقع ديسكوغز (الإنجليزية)
- جوناس بيرغرين على موقع قاعدة بيانات الفيلم (الإنجليزية)